# Top Cat - Il film
Top Cat - Il film (Don Gato y su Pandilla) è un film d'animazione del 2011 diretto da Alberto Mar e prodotto da Fernando de Fuentes, Jose C. Garcia de Letona e José Luis Massa. È il primo lungometraggio tratto dall'omonima serie animata americana della Hanna-Barbera.

## Trama
Durante il pranzo con Benny, Top Cat vede una gatta che cammina accanto al loro vicolo. Subito corre dietro di lei, ma viene fermato da Griswald, un cane stupido e tontolone che si farà fregare più volte nel film, che lo inseguo per averli venduto un finto collare antipulci. Seminandolo con poca fatica Top Cat riesce ad incontra la gatta, che si presenta come Trixie. Anche se lei lo trova divertente, lo rifiuta dicendogli che un gatto randagio non è il suo tipo.
Ritornato nel vicolo, Top Cat riceve notizie che il Maharajah del Peekajoo, noto per la sua generosità e i suoi rubini, sarà in città per partecipare ad un ricevimento e il gatto pensa che i gioielli sono proprio ciò di cui ha bisogno per impressionare Trixie. Subito chiama la sua banda al completo e si dirigono alla Connity Hall, luogo dove troveranno il ricco Maharajah.
All'entrata incontrando un uomo odioso e brutto di nome Lou Strickland. Tramite un inganno Top Cat riuscirà a rubargli i biglietti, cosa che l'uomo non dimenticherà giurando vendetta. Entrati dentro al ricevimento la banda distrae l'agente Dibble, che fa da scorta al Maharajah, mentre Top Cat fa una scommessa con il Maharaja dove vincerà un dispositivo simil telecomando chiamato "Maharaja Talk 5000" con molte funzioni, poiché non possiede rubini.
La mattina dopo, l'agente Dibble viene convocato alla stazione di polizia dal suo capo prossimo alla pensione. E gli annuncia che il nuovo capo sarà il suo genero, ovvero Strickland. Il neo capo appena prende il comando decide di sostituire il personale con dei robot che ritiene più competenti. E subito decide di sfrattare Top Cat, per vendicarsi di come l'aveva imbrogliato. Ma il gatto con la sua banda vanifica il tentativo di Strickland di sfrattarlo, impedendo anche allo stesso tempo di ottenere i fondi dal sindaco per la creazione di un esercito di poliziotti robotici.
Non volendo rinunciare alla vendetta Strickland usa Trixie, che si scopre essere sua assistente, per allontanare l'odiato gatto dal vicolo. Dopo una sontuosa cena Top Cat torna nel vicolo venendo arrestato, processato e condannato con l'accusa di aver rubato soldi da un orfanotrofio.
Con l'arresto di Top Cat, Strickland ottiene il finanziamento del sindaco e istituisce un esercito di poliziotti robotici e un sistema di telecamere di sorveglianza su larga scala che limita la privacy di tutta la città.
Nel frattempo Top Cat, finito nella Prigione per cani perché le altre sono troppo piene, cerca di mantenere un basso profilo, ma in seguito diventa popolare avendo trasformato il luogo di detenzione in un paradiso per i detenuti. Per quanto riguarda la sua banda di gatti, anche se senza di lui se la passano male, rimangono dell'idea che non vogliono avere più niente a che fare con Top Cat. E mentre lo dicono Top Cat sente tutto, grazie alle telecamere installate da Strickland, e decide con rammarico di rimanere in prigione.
Intanto Strickland abusa della sua autorità e inizia a inventare leggi ridicole per sottrarre assurde somme di denaro alle persone per tutto ciò che fanno, con l'intenzione di spenderli per rendersi ancora più "bello". Stanca della tirannia del suo capo Trixie lascia il lavoro e si rivolge all'agente Dibble, mostrandogli le prove che un robot dalle fattezze di Top Cat era stato inviato da Strickland a rapinare l'orfanotrofio per incastrarlo. Tuttavia Strickland arriva a catturare Trixie e nel mentre rivela a Dibble di aver ingannato il suo ex-capo, spacciandosi per suo genero solo per impossessarsi del corpo di polizia.
Dibble però riesce a scappare e decide di rivolgersi alla banda di Top Cat. Dopo aver loro raccontato cosa è realmente accaduto si dirigono tutti da Big Gus, un criminale locale esperto in evasioni, per chiedergli di aiutarlo a tirar fuori Top Cat di prigione. Big Gus inizialmente è titubante, ma poi la banda lo convince ricordandogli che ha un debito con TC e perciò gli conduce attraverso un passaggio sotterraneo alla prigione dei cani.
La banda si scusa con Top Cat che l'hanno creduto colpevole. E rincuorato decide di andare a salvare Trixie e la città. Nella fuga Benny si farà scappare che Top Cat è un gatto, dopo che per tutto il tempo si era spacciato per un cane, cosa che farà infuriare i cani, i quali cercheranno di ucciderli. Ma alla fine riescono a scappare nel sistema fognario e arrivare al covo di Strickland.
La banda si infiltra nell'edificio travestendosi da robot e scoprono che Strickland ha imprigionato tutti i cittadini e rubato i loro soldi. Mentre Dibble distrae Strickland, la banda si dirige verso il centro di controllo, ma vengono scoperti e rinchiusi nel caveau dopo aver fatto scattare un allarme silenzioso, l'unico a non finirci dentro sarà Top Cat. Quando arriva Strickland ordina ai suoi robot di annientarlo. Però Top Cat nota che il simbolo dei robot e si rende conto che l'intero sistema di sicurezza è stato prodotto dal Maharajah di Peekajoo. Top Cat tira fuori il Maharajah Talk 5000 che presumibilmente controlla tutti i robot. In preda al panico, Strickland autodistrugge il suo esercito meccanico, tranne uno che si rivela essere Fancy-Fancy che non era finito nel caveau ed era ancora travestito da robot. Oramai sconfitto, Strickland viene arrestato e gettato nella prigione dei cani (sotto consiglio di Top Cat a Dibble).
Top Cat e Trixie rinnovano la loro relazione, l'agente Dibble viene promosso come nuovo capo della polizia, la banda festeggia e infine Griswald, che dopo un altro inganno di Top Cat crede di essere un gatto, chiede un posto nella banda.

## Distribuzione
Il film è uscito in Messico il 16 settembre 2011, nel Regno Unito è stato pubblicato il 1º giugno 2012 e negli Stati Uniti il 2 agosto 2013.
In Italia è stato trasmesso direttamente in televisione il 3 febbraio 2013 su Boomerang.

## Prequel
Nel 2015 è uscito il secondo lungometraggio chiamato Top Cat e i gatti combinaguai, prequel della serie animata e del primo film realizzato in 3D. In Italia è stato proiettato nelle sale il 20 luglio 2016.